# Коларина
Коларина је насељено мјесто у Равним Котарима, у сјеверној Далмацији. Припада граду Бенковцу, у Задарској жупанији, Република Хрватска.

## Географија
Налази се око 8 км југоисточно од Бенковца.

## Историја
Село је ушло у састав Републике Српске Крајине 1991. године, као и остатак бенковачког краја, а 1995. је етнички очишћено у акцији хрватске војске Олуја. Остало је пусто и разрушено.

## Култура
У Коларини се налази храм Српске православне цркве Свете Петке, саграђен 1682. године.

## Становништво
По попису из 1991. године, Коларина је имала 440 становника, од тога 424 Срба. По попису из 2001. године, у селу живи тек 13 становника, и сви су српске националности. Коларина је према попису становништва из 2011. године имала 39 становника.
| Националност       | 1991. | 1981. | 1971. | 1961. |
| Срби               | 424   | 407   | 376   | 439   |
| Југословени        |       | 16    | 21    |       |
| Хрвати             |       |       | 1     | 1     |
| остали и непознато | 16    | 19    | 1     |       |
| Укупно             | 440   | 442   | 399   | 440   |

| Демографија | Демографија | Демографија |
| Година      | Становника  | Становника  |
| ----------- | ----------- | ----------- |
| 1961.       | 440         |             |
| 1971.       | 399         |             |
| 1981.       | 442         |             |
| 1991.       | 440         |             |
| 2001.       | 13          |             |
| 2011.       |             | 39          |

## Попис 1991.
На попису становништва 1991. године, насељено место Коларина је имало 440 становника, следећег националног састава:
| Попис 1991.‍ | Попис 1991.‍ | Попис 1991.‍ | Попис 1991.‍ | Попис 1991.‍ |
| ----------- | ----------- | ----------- | ----------- | ----------- |
|             |             |             |             |             |
| Срби        | Срби        |             | 424         | 96,36%      |
| непознато   | непознато   |             | 16          | 3,63%       |
| укупно: 440 |             |             |             |             |

## Презимена
- Бота — Православци
- Витас — Православци
- Гагић — Православци
- Гулић — Православци
- Девић — Православци
- Дрча — Православци
- Икач — Православци
- Миздрак — Православци
- Милановић — Православци
- Синобад — Православци
- Томашевић — Православци
- Шапоња — Православци
- Шарић — Православци[6]